# Município de Perry (condado de Morrow, Ohio)
O município de Perry (em inglês: Perry Township) é um município localizado no condado de Morrow no estado estadounidense de Ohio. No ano de 2010 tinha uma população de 1.942 habitantes e uma densidade populacional de 35,81 pessoas por km².

## Geografia
O município de Perry encontra-se localizado nas coordenadas 40° 35′ 36″ N, 82° 39′ 27″ O. Segundo o Departamento do Censo dos Estados Unidos, o município tem uma superfície total de 54.22 km², da qual 54,22 km² correspondem a terra firme e (0 %) 0 km² é água.

## Demografia
Segundo o censo de 2010, tinha 1.942 habitantes residindo no município de Perry. A densidade populacional era de 35,81 hab./km². Dos 1.942 habitantes, o município de Perry estava composto pelo 98,46 % brancos, o 0,46 % eram afroamericanos, o 0,21 % eram amerindios, o 0,21 % eram asiáticos e o 0,67 % eram de uma mistura de raças. Do total da população o 0,77 % eram hispanos ou latinos de qualquer raça.